# Giovanni Berardi di Tagliacozzo
Giovanni Berardi di Tagliacozzo (1380 - 21 de janeiro de 1449) foi um cardeal italiano, Deão do Sagrado Colégio dos Cardeais.

## Biografia
Da nobre família dos condes de Marsi di Tagliacozzo, era filho de Alessandro de Pontibus. Ele também é listado como Giovanni de' Ponti e De Pontibus, e de Joannes Tagliacotio. Ele foi chamado o Cardeal de Tarento. Estudou sagradas escrituras e filosofia e estudou lógica na Universidade de Bolonha, entre 1411 e 1413.

## Vida religiosa
Eleito arcebispo de Taranto em 20 de outubro de 1421, ele manteve-se a frente da Sé até sua promoção ao cardinalato. Ele foi enviado pelo Papa Eugênio IV ao Concílio de Basileia, mas ele não foi aceito. Nomeado núncio na Alemanha após a eleição do antipapa Félix V no final de 1439.
Criado cardeal-presbítero no consistório de 18 de dezembro de 1439, recebeu o chapéu vermelho e o título de Santos Nereu e Aquileu em 8 de janeiro de 1440. Regressou da Alemanha para Florença, onde o papa estava, em 26 de março de 1440. No consistório celebrado em 20 de maio de 1440, foi nomeado núncio a latere ante os reis da Sicília e Aragão, Renato I de Nápoles e Afonso V de Aragão para restabelecer a paz entre eles, deixando Florença em 7 de dezembro seguinte e retornou em 23 de dezembro de 1441.
Em 7 de março de 1444 passa para a ordem dos cardeais-bispos e assume a sé suburbicária de Palestrina, mantendo seu título presbiteral in commendam. Nomeado Penitenciário-mor no final de 1444 e Deão do Sacro Colégio dos Cardeais em 1445. Apesar de Pierre de Foix, bispo de Albano, ser o mais velho dos cardeais-bispos, o cargo de decano foi atribuído a Berardi, pois Foix era residente fora da Cúria Romana. Inscrito na Irmandade do Espírito Santo em 10 de abril de 1446. Em 17 de junho de 1447, ele foi nomeado entre os cardeais encarregados da causa de canonização de Bernardino de Siena. Foi Protetor da Ordem dos Eremitas de Santo Agostinho.
Faleceu em 21 de janeiro de 1449, em Roma, sendo velado na Capela de S. Nicola di Tolentino da Igreja de Santo Agostinho.

## Conclaves
- Conclave de 1447 – participou como deão da eleição do Papa Nicolau V.[1]